# حاصل‌ضرب بیشینه انرژی

روندهای تاریخی در حاصل‌ضرب بیشینه انرژی آهنرباهای دائمی (واحدهای MGOe).

در مغناطیس‌ها، حاصل‌ضرب بیشینه انرژی یک شاخص شایستگی مهم برای شدت یک ماده آهنربا دائمی است. این اغلب با (BH)max نشان داده‌شده‌است و به‌طور معمول در واحدهای یکی از دوتا kJ/m3 (کیلوژول بر متر مکعب، در SI الکترومغناطیس) یا MGOe (مگا-گاوس-اورستد، در الکترومغناطیس گاوسی) داده شده. 1 MGOe معادل ۷٫۹۵۸ kJ/m۳ است.
در طول قرن ۲۰، حاصل‌ضرب بیشینه انرژی مواد مغناطیسی موجود در بازار از حدود 1 MGOe (به عنوان مثال در فولاد کی‌اس) به بیش از 50 MGOe (در آهن‌ربا نئودیمیم) افزایش یافت. از دیگر خصوصیات مهم آهنربای دائمی می‌توان به ماندگاری (Br) و وادارندگی (Hc) اشاره کرد. این مقادیر نیز از حلقه اشباع تعیین می‌شود و مربوط به حاصل‌ضرب بیشینه انرژی است، البته نه مستقیم.

## تعریف و اهمیت

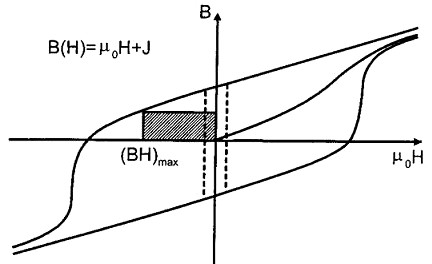
می‌توان از لحاظ گرافیکی به عنوان مساحت بزرگترین مستطیل که می‌تواند در ربع دوم حلقه BH ترسیم شود، تعریف کرد.

حاصل‌ضرب بیشینه انرژی براساس حلقه اشباع پسماند مغناطیسی (B-H)، در قسمت وامغناطنده (به انگلیسی: demagnetizing) که میدان‌های B و H در مخالفت هستند، تعریف می‌شود. این به عنوان بیشینه مقدار حاصل‌ضرب B و H در طول این منحنی تعریف می‌شود (در واقع، بیشینه منفی حاصل‌ضرب، −BH، زیرا آنها دارای علامت‌های مخالف هستند):
{\displaystyle (BH)_{\rm {max}}\equiv \operatorname {max} (-B\cdot H).}